# Sokołów-Towarzystwo
Sokołów-Towarzystwo (prononciation [sɔˈkɔwuf tɔvaˈʐɨstfɔ]) est un village de la gmina de Kiernozia, du powiat de Łowicz, dans la voïvodie de Łódź, situé dans le centre de la Pologne.
Il se situe à environ 4 kilomètres au sud-ouest de Kiernozia (siège de la gmina), 17 kilomètres au nord de Łowicz (siège du powiat) et 58 kilomètres au nord-est de Łódź (capitale de la voïvodie).

## Administration
De 1975 à 1998, le village était attaché administrativement à l'ancienne voïvodie de Płock.

Depuis 1999, il fait partie de la nouvelle voïvodie de Łódź.